# EG&G
EG&G war ein US-amerikanisches Dienstleistungsunternehmen, das im Bereich der Entwicklung, Wartung und Betreuung von militärischen Projekten tätig war. Die meisten Aufträge kamen vom Verteidigungsministerium der Vereinigten Staaten, dem Ministerium für Innere Sicherheit der Vereinigten Staaten und anderen Regierungsstellen.

## Geschichte
EG&G wurde 1947 von Harold Edgerton, einem Professor des Massachusetts Institute of Technology, und zwei seiner ehemaligen Studenten Kenneth Germeshausen und Herbert Grier als Edgerton, Germeshausen, and Grier, Inc. gegründet. Die drei Gründer hatten schon seit 1934 zusammengearbeitet und waren als Berater für Hochgeschwindigkeitsfotografie am Manhattan-Projekt beteiligt (siehe auch Rapatronic-Kamera). In den 1950ern und 1960ern war EG&G in die Nuklearwaffentests der USA eingebunden und erweiterte sein Angebot dabei um weitere Dienstleistungen wie Gebäudemanagement, Sicherheitsdienste und Pilotenausbildungen.
In den 1970ern und 1980ern kaufte EG&G viele Unternehmen, die elektronische Analysegeräte produzierten, auf. Diese wurden jedoch in den 1990er-Jahren wieder verkauft. 1999 übernahm das Unternehmen den Geschäftsbereich Messinstrumente, darunter auch das deutsche Bodenseewerk Perkin-Elmer in Überlingen, und auch den Namen von Perkin-Elmer. Von 1999 bis 2002 gehörte EG&G der Carlyle Group, bei der damals auch George H. W. Bush tätig war. Im August 2002 wurde EG&G von der URS Corporation aufgekauft. Der Unternehmenssitz wurde von Wellesley, Massachusetts, nach Gaithersburg, Maryland, verlegt. Dort beschäftigte EG&G 11.000 Mitarbeiter.
Im Dezember 2009 teilte URS mit, den Namen "EG&G" nicht mehr zu verwenden, die EG&G Division wurde in URS Federal Services umbenannt. 2014 wurde  URS von AECOM übernommen.
Wegen der Beteiligung an vielen streng geheimen Projekten, den sog. Black Projects, des US-Militärs war EG&G häufig Ziel für Verschwörungstheorien. Auch die Janet-Flüge von Las Vegas in die Nevada Test Site wurden von EG&G durchgeführt, heute von AECOM.